# Monopetalanthus compactus
Monopetalanthus compactus é uma espécie vegetal da família Fabaceae.
Pode ser encontrada nos seguintes países: Costa do Marfim, Libéria e Serra Leoa.